# 2024년 한국시리즈
2024 신한 SOL Bank KBO 한국시리즈는 2024년 10월 21일부터 10월 28일까지 펼쳐진 2024년 KBO 리그의 챔피언 결정전이다. 대진은 2024년 KBO 리그 정규 시즌 1위 팀으로 2017년 한국시리즈 이후 7년만에 한국시리즈 직행에 성공하며 이번 시즌 통합 우승이자 통산 12번째 우승에 도전하는 KIA 타이거즈와 정규시즌 2위이자 플레이오프 승리팀으로 2015년 한국시리즈 이후 9년만에 한국시리즈에 진출해 통산 9번째 우승에 도전하는 삼성 라이온즈가 맞붙었다. 두 팀의 한국시리즈 맞대결은 1993년 한국시리즈 이후 무려 31년만에 치러지는 맞대결이며, 2010년 한국시리즈 이후 14년만에 서울특별시에서 경기가 치러지지 않는 한국시리즈였다. 수도권까지 범위를 넓히면 1991년 한국시리즈 이후 33년만에 비수도권 소재 구장에서만 치러지는 한국시리즈이며 연고지 기준으로는 2006년 한국시리즈 이후 18년만에 비수도권 광역자치단체 연고 구단 간의 맞대결로 치러지는 한국시리즈였다.
결과는 KIA 타이거즈가 시리즈 전적 4승 1패로 2017년 한국시리즈 이후 7년 만의 통합 우승을 이뤄내면서 팀 통산 12번째 우승을 기록했다. 한국시리즈 MVP는 시리즈 기간 동안 17타수 10안타로 타율 .588을 기록하는 등 알토란같은 활약을 펼쳐 기자단 투표 99표 중 46표를 득표한 KIA 타이거즈의 내야수 김선빈이 차지했다.
2024년 한국시리즈 역시 5차전은 2020년부터 진행했던 방식대로 정규 시즌 우승팀의 홈구장인 광주기아챔피언스필드에서 치러졌다.

## 정규 시즌
- kt 위즈와 SSG 랜더스는 승, 무, 패, 승률이 모두 동일하지만 역대 최초 치러진 KBO 5위 결정전에서 kt 위즈가 SSG 랜더스를 상대로 승리하면서 5위를 가져갔다.

| 순위 | 구단          | 경기 | 승 | 무 | 패 | 승률  | 연속 | 게임차 | 포스트시즌             |
| ---- | ------------- | ---- | -- | -- | -- | ----- | ---- | ------ | ---------------------- |
| 1    | KIA 타이거즈  | 144  | 87 | 2  | 55 | 0.613 | 2승  | 0.0    | 한국시리즈 진출        |
| 2    | 삼성 라이온즈 | 144  | 78 | 2  | 64 | 0.549 | 1패  | 9.0    | 플레이오프 진출        |
| 3    | LG 트윈스     | 144  | 76 | 2  | 66 | 0.535 | 2승  | 11.0   | 준플레이오프 진출      |
| 4    | 두산 베어스   | 144  | 74 | 2  | 68 | 0.521 | 4승  | 13.0   | 와일드카드 결정전 진출 |
| 5    | kt 위즈       | 144  | 72 | 2  | 70 | 0.507 | 3승  | 15.0   | 와일드카드 결정전 진출 |
| 6    | SSG 랜더스    | 144  | 72 | 2  | 70 | 0.507 | 4승  | 15.0   | 진출 실패              |
| 7    | 롯데 자이언츠 | 144  | 66 | 4  | 74 | 0.471 | 1승  | 20.0   | 진출 실패              |
| 8    | 한화 이글스   | 144  | 66 | 2  | 76 | 0.465 | 2패  | 21.0   | 진출 실패              |
| 9    | NC 다이노스   | 144  | 61 | 2  | 81 | 0.430 | 2패  | 26.0   | 진출 실패              |
| 10   | 키움 히어로즈 | 144  | 58 | 0  | 86 | 0.403 | 5패  | 30.0   | 진출 실패              |

## KBO 포스트시즌 대진표
|  | 와일드카드 결정전 | 와일드카드 결정전 | 와일드카드 결정전 |  |  | 준플레이오프 | 준플레이오프 | 준플레이오프 |  |  | 플레이오프 | 플레이오프    | 플레이오프 |  |  | 한국시리즈 | 한국시리즈    | 한국시리즈 |
|  |                   |                   |                   |  |  |              |              |              |  |  |            |               |            |  |  |            |               |            |
|  |                   |                   |                   |  |  |              |              |              |  |  |            |               |            |  |  | 1          | KIA 타이거즈  | 4          |
|  |                   |                   |                   |  |  |              |              |              |  |  | 2          | 삼성 라이온즈 | 3          |  |  | 2          | 삼성 라이온즈 | 1          |
|  |                   |                   |                   |  |  | 3            | LG 트윈스    | 3            |  |  | 3          | LG 트윈스     | 1          |  |  |            |               |            |
|  | 4                 | 두산 베어스       | 0                 |  |  | 5            | kt 위즈      | 2            |  |  |            |               |            |  |  |            |               |            |
|  | 5                 | kt 위즈           | 2                 |  |  |              |              |              |  |  |            |               |            |  |  |            |               |            |

### 와일드카드 결정전
와일드카드 결정전에서는 2년 연속으로 가을야구를 하는 정규시즌 4위 두산 베어스와 KBO 역사상 처음으로 정규시즌 5위 결정전을 거치고 5위로 가을야구를 하게 된 kt 위즈가 대결을 펼쳤다. 결과는 1패의 불리함을 안고 간 kt가 외국인 선발 원투펀치 쿠에바스와 벤자민을 앞세워 2경기를 모두 승리하고 준플레이오프에 진출했다. 와일드카드 결정전 도입된지 10년만에 처음으로 5위 팀이 4위 팀을 제압하고 준플레이오프에 진출하는 역사가 만들어졌다.

### 준플레이오프
준플레이오프에서는 지난 시즌 우승팀이었던 정규시즌 3위 LG 트윈스와 5위 팀 역사상 최초로 와일드카드 결정전을 통과한 kt 위즈가 대결을 펼쳤다. 작년에는 한국시리즈에서 만났으나, 올해는 준플레이오프에서 만나게 됐다. 결과는 LG가 kt를 상대로 5차전까지 치열한 승부를 진행한 끝에 3승 2패를 기록하며 플레이오프에 진출했다. 시리즈 MVP는 2차전 5.1이닝 2실점과 5차전 6이닝 1실점을 기록하며 모두 LG의 승리를 이끈 선발투수 임찬규가 차지했다.

### 플레이오프
플레이오프에서는 올해 정규시즌 2위를 기록하며 3년만에 포스트시즌에 진출한 삼성 라이온즈와 준플레이오프에서 올라온 LG 트윈스가 격돌했다. 두 팀의 포스트시즌 맞대결은 2002년 한국시리즈 이후 무려 22년 만이다. 결과는 삼성이 LG를 상대로 1~2차전 대량 득점, 3~4차전 투수전을 진행한 끝에 3승 1패를 기록하며 한국시리즈에 진출했다. 시리즈 MVP는 1차전 6.2이닝 3실점과 4차전 7이닝 무실점을 기록하며 모두 삼성의 승리를 이끈 선발투수 레예스가 차지했다.

## 출장자 명단
- 플레이오프 승자 삼성 라이온즈는 이호성을 엔트리에서 제외시키고, 김현준을 합류시켰다.

| 팀            | 선수 명단 |
| KIA 타이거즈  | - 감독 - 이범호 - 코치 - 손승락, 김상훈, 정재훈, 조재영, 박기남, 홍세완, 이현곤, 다케시, 이동걸 - 투수 - 곽도규, 윤영철, 이준영, 최지민, 네일, 황동하, 장현식, 전상현, 김기훈, 양현종, 김도현, 정해영, 라우어, 김대유 - 포수 - 한승택, 김태군, 한준수 - 내야수 - 박찬호, 김선빈, 김도영, 김규성, 이우성, 변우혁, 서건창 - 외야수 - 이창진, 박정우, 최원준, 소크라테스, 최형우, 나성범         |
| 삼성 라이온즈 | - 감독 - 박진만 - 코치 - 정대현, 손주인, 다치바나, 배영섭, 강영식, 이진영, 박찬도, 강명구, 채상병 - 투수 - 이상민, 원태인, 이승현(우), 김태훈, 김윤수, 이승민, 레예스, 임창민, 최채흥, 이승현(좌), 황동재, 김재윤, 송은범 - 포수 - 김민수, 이병헌, 강민호 - 내야수 - 디아즈, 이재현, 안주형, 류지혁, 김영웅, 전병우, 김지찬, 박병호 - 외야수 - 구자욱, 이성규, 윤정빈, 김헌곤, 김성윤, 김현준 |

## 경기 기록
| 일시                                                                 | 경기  | 원정팀(선공)  | 스코어 | 홈팀(후공)    | 개최 구장            | 개시 시각 | 관중수          | 경기 MVP               |
| -------------------------------------------------------------------- | ----- | ------------- | ------ | ------------- | -------------------- | --------- | --------------- | ---------------------- |
| 10월 21일(월) 10월 23일(수)                                          | 1차전 | 삼성 라이온즈 | 1 - 5  | KIA 타이거즈  | 광주기아챔피언스필드 | 18시 30분 | 19,300명 (매진) | 전상현 (KIA 타이거즈)  |
| 10월 23일(수)                                                        | 2차전 | 삼성 라이온즈 | 3 - 8  | KIA 타이거즈  | 광주기아챔피언스필드 | 18시 30분 | 19,300명 (매진) | 양현종 (KIA 타이거즈)  |
| 10월 25일(금)                                                        | 3차전 | KIA 타이거즈  | 2 - 4  | 삼성 라이온즈 | 대구삼성라이온즈파크 | 18시 30분 | 23,550명 (매진) | 레예스 (삼성 라이온즈) |
| 10월 26일(토)                                                        | 4차전 | KIA 타이거즈  | 9 - 2  | 삼성 라이온즈 | 대구삼성라이온즈파크 | 14시 00분 | 23,550명 (매진) | 김태군 (KIA 타이거즈)  |
| 10월 28일(월)                                                        | 5차전 | 삼성 라이온즈 | 5 - 7  | KIA 타이거즈  | 광주기아챔피언스필드 | 18시 30분 | 19,300명 (매진) | 박찬호 (KIA 타이거즈)  |
| 우승 : KIA 타이거즈 (12번째), 한국시리즈 MVP : 김선빈 (KIA 타이거즈) |       |               |        |               |                      |           |                 |                        |

## 한국시리즈 경기

### 1차전
2024년 10월 21일 / 10월 23일 - 광주기아챔피언스필드
| 팀                                                                         | 1 | 2 | 3 | 4 | 5 | 6 | 7 | 8 | 9 | R | H | E | B |
| 삼성 라이온즈                                                              | 0 | 0 | 0 | 0 | 0 | 1 | 0 | 0 | 0 | 1 | 4 | 0 | 4 |
| KIA 타이거즈 ◄                                                             | 0 | 0 | 0 | 0 | 0 | 0 | 4 | 1 | X | 5 | 7 | 3 | 5 |
| 승리 투수: 곽도규 패전 투수: 김태훈 홈런: 삼성 – 김헌곤(네일 상대 6회 1점) |   |   |   |   |   |   |   |   |   |   |   |   |   |

- 애국가 : 가수 규현
- 시구 : 김응용 (前 해태 감독, 삼성 감독, 사장, 고문) / 시타 : 김성한 (前 해태 - KIA 선수, 코치, 감독) / 시포 : 김종모 (前 해태 - KIA 선수, 코치)
- 1차전 MVP : KIA 전상현 - 1.2이닝 무피안타 1사사구 2탈삼진 무실점 (투구수 : 26개)
  - 한국시리즈 역대 최초 서스펜디드 게임 (포스트시즌 역대 최초)
    - 서스펜디드 게임 진행 : 23일 오후 4시 시작[4] / 오후 5시 30분 이전 종료 시 2차전은 오후 6시 30분 개시, 오후 5시 30분 이후 종료 시 1차전 종료 1시간 후 2차전 개시 (서스펜디드 연장전 룰 동일)

1차전에서 KIA는 네일, 삼성은 원태인이 각각 선발 등판했다. 경기는 네일과 원태인의 팽팽한 투수전의 양상으로 흘러가며 두 선수 모두 5회까지 무실점으로 경기를 풀어가고 있었다. 0의 균형을 먼저 깬 쪽은 삼성이었다. 6회초 공격에서 김헌곤이 오른쪽 담장을 넘기는 1점 홈런을 터뜨리며 선취 득점에 성공했다. 이후 디아즈가 볼넷으로 출루하면서 네일을 강판시켰고, 뒤이어 올라온 장현식을 상대로 강민호가 볼넷으로 출루해 무사 1, 2루를 만들었다. 이어 김영웅 타석 볼카운트 1볼 0스트라이크에서 빗줄기가 굵어지며 경기가 중단되었고 10월 21일 밤 10시 9분을 기해 우천 서스펜디드 게임이 선언되었다. 10월 22일에도 우천으로 하루 순연되면서 10월 23일 오후 4시부터 다시 재개된 6회초 무사 1, 2루에서 KIA는 장현식을 내리고 전상현을 등판 시켰고 김영웅이 희생번트를 했으나 3루에서 2루 주자 디아즈가 잡혀 보내기에 실패했다. 이후 박병호가 삼진, 윤정빈의 볼넷으로 맞은 2사 만루에서 이재현이 땅볼로 물러나 추가 득점에 실패했다. 전상현과 곽도규로 삼성의 추가 득점 찬스를 막은 KIA는 7회말 2사 2, 3루에서 박찬호가 볼넷으로 출루한 상황과 소크라테스 타석에서 임창민이 연이어 폭투를 저지른 틈에 2득점을 했고, 2사 2루에서 소크라테스와 김도영의 연속된 적시타가 터지며 2득점을 추가하며 전세를 뒤집었다. 이후 8회말 2사 1루에서 김태군의 1타점 2루타로 쐐기를 박은 KIA는 9회초 정해영이 삼자범퇴로 경기를 마무리하며 사상 초유의 포스트시즌 서스펜디드 게임으로 진행되는 등 우여곡절을 겪은 1차전을 대역전승으로 장식하고 기선 제압에 성공했다.

### 2차전
2024년 10월 23일 - 광주기아챔피언스필드
| 팀                                                                          | 1 | 2 | 3 | 4 | 5 | 6 | 7 | 8 | 9 | R | H  | E | B |
| 삼성 라이온즈                                                               | 0 | 0 | 0 | 1 | 0 | 1 | 0 | 0 | 1 | 3 | 12 | 3 | 3 |
| KIA 타이거즈 ◄                                                              | 5 | 1 | 0 | 0 | 1 | 0 | 0 | 1 | X | 8 | 10 | 2 | 1 |
| 승리 투수: 양현종 패전 투수: 황동재 홈런: KIA – 김도영(이승민 상대 2회 1점) |   |   |   |   |   |   |   |   |   |   |    |   |   |

- 애국가 : 김희진 (뮤지컬 배우, 2024년 하계 패럴림픽 골볼 국가대표 주장)
- 시구 : 가수 제이홉 (방탄소년단)
- 2차전 MVP : KIA 양현종 - 5.1이닝 8피안타 2사사구 5탈삼진 2실점 (투구수 : 86개)
  - KIA 최형우, 한국시리즈 통산 최다 2루타 신기록 (12개)
  - KIA 양현종, 한국시리즈 국내 선수 최고령 선발승 신기록 (36세 7개월 22일)

2차전에서 KIA는 양현종, 삼성은 황동재가 각각 선발 등판했다. KIA가 경기 초반부터 서스펜디드 게임에서 역전승을 거둔 기세를 이어가 삼성 선발 황동재를 두들겼다. 박찬호의 볼넷과 소크라테스의 안타 그리고 강민호의 견제 실책으로 맞은 무사 2, 3루에서 김도영의 내야 땅볼로 선취 득점을 냈다. 뒤이어 최형우(1타점), 나성범, 김선빈(1타점 2루타), 이우성(2타점)의 연속 4안타가 터지며 1회부터 대거 5득점으로 초반부터 앞서나갔고 2회말에는 2사 상황에서 김도영이 1회말 2사 1루에서 등판한 삼성의 두 번째 투수 이승민을 상대로 홈런을 터트렸다. 그리고 5회말 김선빈, 8회말 김태군이 희생플라이를 기록해 각 1점씩 얻은 KIA는 마운드에서는 선발 양현종이 5.1이닝 1자책으로 호투하며 2차전 승리를 거둘 수 있었다. 반면 삼성은 4회초 2사 1루에서 KIA 1루수 이우성과 선발 양현종의 연이은 실책을 편승해 1득점, 6회초 1사 1, 2루 김현준의 적시타, 9회초 마무리 투수 정해영을 상대로 디아즈, 강민호, 김영웅의 3연속 안타로 1점을 내며 추격했지만 승부를 되돌리기엔 역부족이었다. 결국 2차전도 KIA가 승리하며 시리즈 2승을 거두게 됐다.

### 3차전
2024년 10월 25일 - 대구삼성라이온즈파크
| 팀 | 1 | 2 | 3 | 4 | 5 | 6 | 7 | 8 | 9 | R | H | E | B |
| KIA 타이거즈 | 0 | 0 | 0 | 0 | 0 | 1 | 0 | 1 | 0 | 2 | 8 | 0 | 3 |
| 삼성 라이온즈 ◄ | 0 | 0 | 1 | 0 | 1 | 0 | 2 | 0 | X | 4 | 8 | 1 | 3 |
| 승리 투수: 레예스 패전 투수: 라우어 세이브: 김재윤 홈런: 삼성 – 이성규(라우어 상대 3회 1점), 김영웅(라우어 상대 5회 1점), 김헌곤(전상현 상대 7회 1점), 박병호(전상현 상대 7회 1점) |   |   |   |   |   |   |   |   |   |   |   |   |   |

- 애국가 : 김우경 (성악가)
- 시구 : 김시진 (前 삼성 선수) / 시타 : 장온유 (장효조 前 삼성 선수의 손자) / 시포 : 이만수 (前 삼성 선수)
- 3차전 MVP : 삼성 레예스 - 7이닝 5피안타 1사사구 7탈삼진 1실점 (투구수 : 107개)
  - 삼성 김헌곤 - 박병호, 한국시리즈 역대 9번째 연속 타자 홈런 (포스트시즌 29번째)
  - 삼성 박병호, 포스트시즌 통산 최다 홈런 타이 기록 (14개), 역대 2번째 한국시리즈 3개팀 소속 홈런 기록 ('14 넥센, '23 kt, '24 삼성 각 1홈런)

3차전에서 삼성은 레예스, KIA는 라우어가 각각 선발 등판했다. 3차전의 선취점은 삼성이 뽑았다. 삼성은 3회말 1사에서 이성규가 좌중간 담장을 넘기는 1점 홈런으로 선취 득점에 성공했고, 5회말 1아웃에서 김영웅이 오른쪽 담장을 넘기는 솔로 홈런을 작렬시키며 달아났다. KIA는 6회초 공격에서 선두타자 안타로 출루한 박찬호가 1사에서 김도영의 삼진 때 도루를 시도한 상황에서 류지혁이 강민호의 송구를 받지 못하는 포구 실책으로 인해 2루에서 살았고, 뒤이어 최형우의 적시타가 터지며 추격을 시작했다. 하지만 삼성은 1차전 MVP이기도 했던 KIA 전상현을 상대로 7회말 공격에서 김헌곤과 박병호가 모두 초구를 공략해 백투백 홈런을 터트리며 달아났다. KIA는 8회초 임창민을 상대로 박찬호가 내야 안타로 1사 후 출루했고, 2사에서 올라온 삼성의 마무리 투수 김재윤의 폭투 때 2루로 간 박찬호는 김도영의 적시타로 홈을 밟는데 성공하며 2점차로 다시 좁혔다. 그리고 9회초 공격에서 2사 만루 찬스를 잡았다. 그러나 삼성의 마무리 김재윤이 9회초 2사 만루에서 박찬호를 3루수 땅볼로 처리해 경기를 끝냈고, 7이닝 1실점으로 호투한 선발 레예스와 홈런 4방을 앞세운 삼성이 3차전을 잡아내며 반격을 알리는 1승을 거뒀다.

### 4차전
2024년 10월 26일 - 대구삼성라이온즈파크
| 팀 | 1 | 2 | 3 | 4 | 5 | 6 | 7 | 8 | 9 | R | H  | E | B |
| KIA 타이거즈 ◄ | 1 | 0 | 6 | 0 | 0 | 2 | 0 | 0 | 0 | 9 | 13 | 0 | 6 |
| 삼성 라이온즈 | 0 | 0 | 0 | 1 | 1 | 0 | 0 | 0 | 0 | 2 | 7  | 1 | 1 |
| 승리 투수: 네일 패전 투수: 원태인 홈런: KIA – 김태군(송은범 상대 3회 4점), 소크라테스(최채흥 상대 6회 2점) 삼성 – 이재현(네일 상대 5회 1점) |   |   |   |   |   |   |   |   |   |   |    |   |   |

- 애국가 : 리사 (뮤지컬 배우)
- 시구 : 구본길 (펜싱 선수)
- 4차전 MVP : KIA 김태군 - 4타수 2안타(1홈런) 4타점 1득점 (3회초 만루 홈런)
  - KIA 김태군, 한국시리즈 역대 5번째 만루 홈런 (포스트시즌 20번째)

4차전에서 삼성은 원태인, KIA는 네일이 각각 선발 등판했다. 4차전에서는 KIA가 원태인을 초반부터 공략하면서 경기 내내 분위기를 주도해나갔다. KIA는 박찬호의 내야 안타와 김선빈이 10구 승부 끝에 2루타로 터트리며 무사 2, 3루 찬스를 만들었고 1아웃이 된 상황에서 나성범의 내야 땅볼로 선취점을 내는 등 KIA 타선은 1회에 원태인을 상대로 무려 32구를 던지게 했다. 그리고 KIA는 침착하게 원태인의 투구 수를 늘렸고 3회초에 큰 찬스를 맞이했다. 3회초 KIA는 김선빈의 안타, 김도영의 볼넷, 나성범의 안타로 무사 만루 찬스를 잡았고 소크라테스가 2타점 적시타를 터트린 데 이어 최원준의 희생번트, 이창진의 볼넷으로 다시 1사 만루를 만들었다. 이후 어깨에 불편함을 호소하며 자진 강판한 원태인의 다음 투수로 올라온 송은범을 상대로 2사 만루에서 김태군이 만루 홈런을 작렬시키며 KIA는 3회초 공격에서 대거 6득점의 빅이닝을 만들어 사실상 승부를 초반에 결정지었다. 삼성은 네일을 상대로 4회말 2사 1, 2루에서 김영웅의 적시타, 5회말 선두타자 이재현의 홈런으로 추격했지만 6회초 1사 1루에서 소크라테스가 최채흥을 상대로 2점 홈런을 쳐내며 삼성의 추격 의지를 완전히 꺾어놓았다. 선발 네일이 5.2이닝 2실점으로 호투한 KIA는 4차전에서 승리했고 전날 3차전 패배를 설욕하며 시리즈 전적 3승 1패로 7년 만의 통합 우승까지 단 1승만을 남겨놓았다.

### 5차전
2024년 10월 28일 - 광주기아챔피언스필드
| 팀 | 1 | 2 | 3 | 4 | 5 | 6 | 7 | 8 | 9 | R | H  | E | B  |
| 삼성 라이온즈 | 3 | 0 | 2 | 0 | 0 | 0 | 0 | 0 | 0 | 5 | 5  | 0 | 5  |
| KIA 타이거즈 ◄ | 1 | 0 | 1 | 0 | 3 | 1 | 0 | 1 | X | 7 | 13 | 0 | 10 |
| 승리 투수: 곽도규 패전 투수: 이상민 세이브: 정해영 홀드: 장현식, 이준영 홈런: 삼성 – 디아즈(양현종 상대 1회 2점, 양현종 상대 3회 2점), 김영웅(양현종 상대 1회 1점) KIA – 최형우(김태훈 상대 5회 1점) |   |   |   |   |   |   |   |   |   |   |    |   |    |

- 애국가 : 이자람 (소리꾼)
- 시구 : 배우 박신혜
- 5차전 MVP : KIA 박찬호 - 6타수 3안타 1타점 2득점
  - KIA 최형우, 포스트시즌 최고령 홈런 (40세 10개월 12일)
  - 삼성 디아즈 - 김영웅, 한국시리즈 역대 10번째 연속 타자 홈런 (포스트시즌 30번째)
  - 삼성 김영웅, 최연소 단일 포스트시즌 4홈런 기록 (21세 2개월 4일)
  - 삼성 디아즈, 한국시리즈 역대 9번째 연타석 홈런 (포스트시즌 32번째), 역대 첫 번째 단일 포스트시즌 연타석 홈런 두 차례

5차전에서 KIA는 양현종, 삼성은 이승현이 각각 선발 등판했다. 경기 중반까지는 삼성이 분위기를 이끌었다. 1회초 김지찬이 선두타자 볼넷으로 출루한 후 2사 1루에서 디아즈의 선제 2점 홈런과 김영웅의 백투백 홈런으로 3득점하며 출발했고, KIA는 1사 1, 3루에서 나성범의 희생플라이로 추격을 시작했으나, 삼성은 3회초 2사 1루에서 디아즈가 다시 홈런을 쳐내며 양현종을 마운드에서 끌어내렸다. KIA는 3회말 1사 1, 3루에서 최형우의 적시타로 추격을 이어갔고 5회말 공격에서 앞선 타석 적시타를 친 최형우의 솔로 홈런으로 2점 차로 좁혔다. 이후 2사 만루에서 김도영의 밀어내기 볼넷이 나와 김태군이 홈을 밟는 상황에서 김윤수가 폭투를 저지른 틈에 2루주자였던 박찬호까지 득점하며 경기를 원점으로 돌려놓았다. 경기의 승패는 6회말에 갈렸다. 6회말 KIA는 1사 1, 3루에서 김태군의 내야 안타가 터져 3루주자였던 소크라테스가 득점하여 경기를 뒤집는데 성공했다. 삼성은 더 이상 추가 실점을 막기 위해 7회말 무사 1, 2루에서 마무리 투수 김재윤을 투입시키는 강수를 썼으나 8회말 1사 1루에서 박찬호가 1타점 2루타를 터트리며 그 승부수를 무위로 돌아가게 만들었다. KIA는 8회초 2사 만루 상황부터 등판했던 마무리 투수 정해영이 9회초 2사에서 마지막 타자 김성윤을 삼진 처리하며 경기를 마무리했고, 마침내 KIA 타이거즈가 시리즈 전적 4승 1패로 한국시리즈 불패 신화를 이어가며 7년 만의 통합 우승이자 팀의 12번째 우승을 달성했다.
- 한국시리즈 MVP : KIA 김선빈 - 17타수 10안타 2타점 3득점 (기자단 투표 99표 중 46표 득표)

## 중계 일정
2024년 한국시리즈는 다음과 같은 방송사로부터 중계방송된다.

### TV 중계
1차전
- MBC (캐스터 : 김나진 / 해설 : 정민철, 박재홍)

2차전
- KBS2 (캐스터 : 김진웅 / 해설 : 박용택)

3차전
- MBC (캐스터 : 김나진 / 해설 : 정민철, 박재홍)

4차전
- SBS (캐스터 : 정우영 / 해설 : 이순철)

5차전
- KBS2 (캐스터 : 김진웅 / 해설 : 박용택)